# 三星DeX
三星DeX（DeX為Desktop eXperience縮寫），是一部分三星電子移动设备所擁有的功能，用戶開啟該功能後，可以将智能手机通過名為DeX扩展坞（DeX Station）的硬件、智能投屏转换线（DeX Cable）或無線方式连接到显示器上，顯示器便能呈現類似電腦操作系統的畫面。用戶還能通過键盘、鼠标與顯示器所呈現的畫面進行交互。該功能於2017年首次推出。

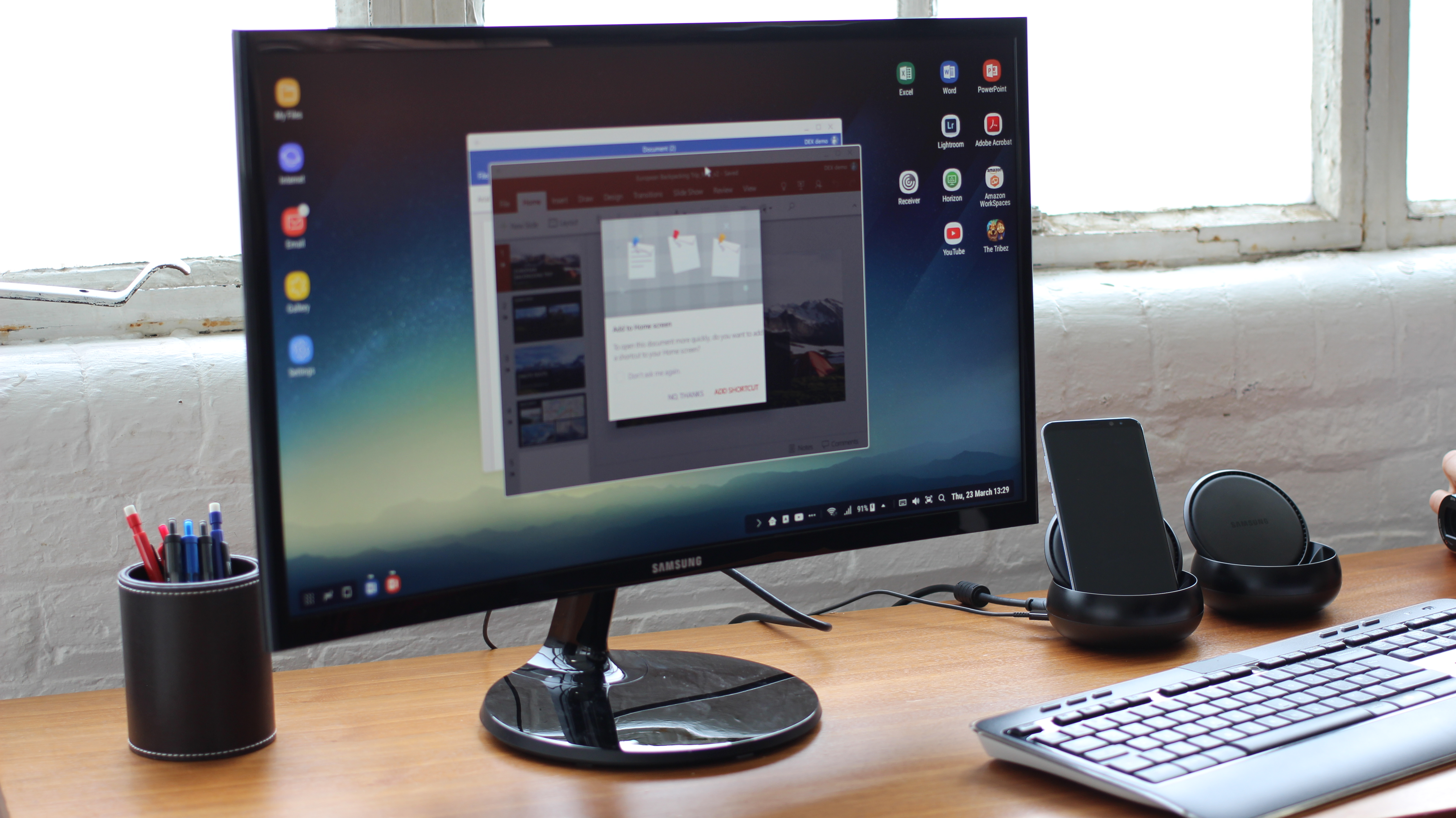
一部三星Galaxy S8通過DeX扩展坞與顯示器相連，顯示器的畫面上正顯示著Microsoft PowerPoint和Microsoft Word的Android应用程序

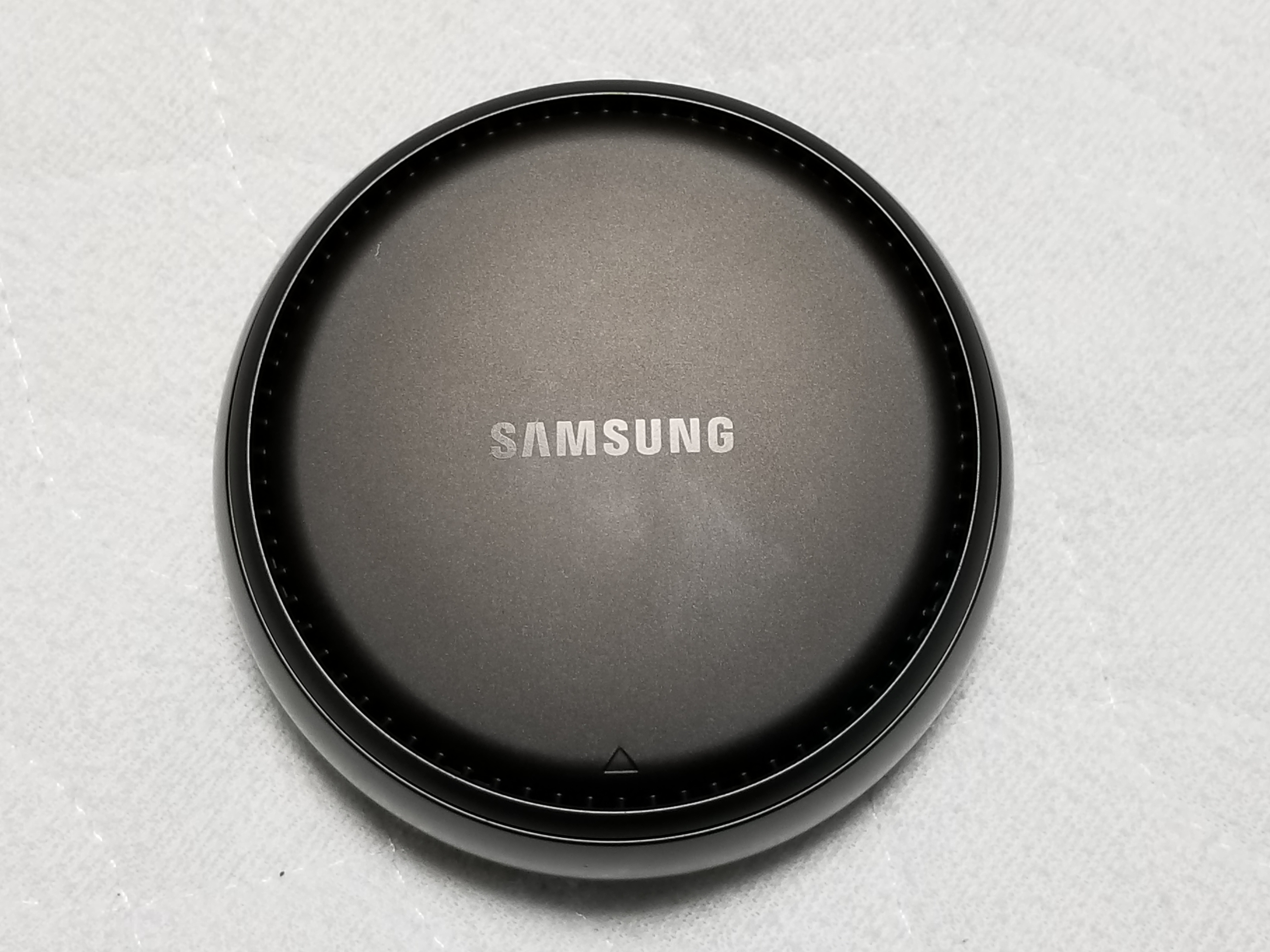
DeX扩展坞（DeX Station）